# 율리우스 스쿠트나브
율리우스 페르니난드 스쿠트나브(스웨덴어: Julius Ferninand Skutnabb, 1889년 6월 12일 - 1965년 2월 25일)는 핀란드의 스피드 스케이팅 선수이다. 소방관으로서, 그는 1914년 세계 선수권 대회에서 국제 무대에 데뷔했지만 그의 국제 대회 경력은 1차 세계 대전으로 중단되었다. 스쿠트나브는 1922년에 32세의 나이로 국제 대회 출전을 재개했고 그 해에 열린 세계 스피드 스케이팅 선수권 대회에서 5위를 했다. 이듬해 세계 선수권 대회에서 6위를 한후, 그의 전성기는 1924년이었다.
그는 1924년 샤모니 동계 올림픽 5000m에서 동료 선수 클라스 툰베리 뒤에서 은메달을 획득했다. 그 다음날 그는 10000m에서 툰베리가 은메달을 따는동안 올림픽 챔피언이 되었다. 이 대회가 첫번째 동계 올림픽이었기 때문에, 그의 10000m 기록은 자동적으로 올림픽 기록이었다. 스쿠트나브는 3개의 메달을 집으로 가져갔다. 스쿠트나브는 1924년 세계 스피드 스케이팅 선수권 대회에서 동메달을 땄고 1926년에 유럽 챔피언이 되었다. 스쿠트나브는 1928년 동계 올림픽 5000m에서 2번째 올림픽 메달을 획득했다.

## 참조
1. ↑  율리우스 스쿠트나브 보관됨 2015-10-01 - 웨이백 머신. sports-reference.com